# الحسن المراكشي
أبو علي الحسن بن علي بن عمر المراكشي، من علماء المغرب، عاش في عصر دولة الموحدين في النصف الأول من القرن السابع الهجري / منتصف السنة 13م وتوفي سنة 660 هـ / 1262م وقد اشتهر المراكشي في الفلك، والرياضيات، والجغرافيا، وصناعة الساعات الشمسية. ولقب بالمراكشي نسبة إلى مسقط رأسه في مراكش.

## إسهاماته العلمية
له بحوث في المثلثات مع إدخال عدد من التجديدات عليها. فقد أدخل فيها الجيب، وجيب التمام، والسهم. وعمل أيضاً الجداول للجيب، كما جاء بحلول لبعض المسائل الفلكية.
وقدم تفصيلات عن أكثر من 240 نجماً لسنة 622هـ. وهو أول من استعمل الخطوط الدالة على الساعات المتساوية. إضافةً إلى ذلك، قام المراكشي بإدخال تصحيحات جغرافية مهمة، وجدد في رسم خريطة المغرب.
يذكر جورج سارتن الذي يُعد مؤسس علم تأريخ العلوم في كتابه «مدخل إلى تاريخ العلوم» (1927) بأن الحسن المراكشي هو مكتشف العلاقة الرياضية الرابطة بين جيب الزاوية والمتتمة لـ 90°:
{\displaystyle \sin(90-\alpha )=\cos(\alpha )}
{\displaystyle \sin(\alpha -90)=-\cos(\alpha )}

## مؤلفاته
له كتاب وصف الكون عالج فيه التوقيت وفن صناعة الساعات الشمسية أي المزاول، وصنع أجهزة الرصد وطريقة العمل بها، إلى جانب جداول العرض والطول لمائة وخمسة وثلاثين موضعا جغرافيا.
كما تنسب إليه بحوث في المثلثات، هذا الفرع الرياضي الذي جعل منه علماء المسلمين مجالا علميا متطورا تجتمع فيه المعالجة الرياضية بالبحث الفلكي
جامع المبادئ والغايات في علم الميقات بهذا الكتاب اشتهر المراكشي بين علماء الغرب واعتبروه من أعظم فلكيي الأمازيغ والمسلمين.
واعتبره حاجي خليفة الكتاب أعظم ما صنف في هذا الفن، وقال إنه مرتب على أربعة فنون، هي الحساب، ووضع الآلات، والعمل بالآلات، ومطارحات تحصل بها الدراية والقوة على الاستنباط؛ وهو يشتمل على بعض المسائل في الجبر والمقابلة. أما سارطون فيقول عنه إنه من أحسن الكتب وفيه بحوث نفيسة في المثلثات والساعات الشمسية المتنوعة. وقد ترجمه إمانويل سيديو، ونشر ابنه لويس أميلي سيديو هذه الترجمة 1836-1834، كما أن كارادي فو نشر من هذا الكتاب الجزء المتعلق بالأسطرلاب. كما توجد نسخة من الكتاب في دار الكتب الظاهربية برقم 7641 ويحتوي على مقدمة وعشرة فصول.
- الفصل الأول: تعريف معاني يحتاجها المتعلم
- الفصل الثاني: هيئة السماء والأرض
- الفصل الثالث: تعريف الدوائر الفلكية
- الفصل الرابع: في ذكر الأيام والليالي ومبادئها
- الفصل الخامس: في ذكر مبادئ التواريخ وعدد الأيام، سنينها وأسماء شهورها
- الفصل السادس: في معرفة مداخل سني العرب وشهورها
- الفصل السابع: في معرفة مداخل سني الروم وشهورها
- الفصل الثامن: في معرفة الكبايس العربية والرومية
- الفصل التاسع: في استخراج التاريخ الرومي من التاريخ العربي
- الفصل العاشر: في معرفة جيب القوس ووترها وجيب تمامها وسهمها من قبلها ومعرفة القوس من جيبها ومن وترها ومن جيب تمامها ومن سمتها

للمراكشي كتب أخرى في الرياضيات منها:
1. كتاب القطوع المخروطية
2. رسالة تلخيص العمل في رؤية الهلال
3. حليمة الغراري: بُناة الفكر العلمي في الحضارة الإسلامية ملامح من سِيَر علماء مسلمين من عصور مختلفة

## إسهاماته العلمية
له بحوث في المثلثات مع إدخال عدد من التجديدات عليها. فقد أدخل فيها الجيب، وجيب التمام، والسهم. وعمل أيضاً الجداول للجيب، كما جاء بحلول لبعض المسائل الفلكية.
وقدم تفصيلات عن أكثر من 240 نجماً لسنة 622هـ. وهو أول من استعمل الخطوط الدالة على الساعات المتساوية. إضافةً إلى ذلك، قام المراكشي بإدخال تصحيحات جغرافية مهمة، وجدد في رسم خريطة المغرب.
يذكر جورج سارتن الذي يُعد مؤسس علم تأريخ العلوم في كتابه «مدخل إلى تاريخ العلوم» (1927) بأن الحسن المراكشي هو مكتشف العلاقة الرياضية الرابطة بين جيب الزاوية والمتتمة لـ 90°:
{\displaystyle \sin(90-\alpha )=\cos(\alpha )}
{\displaystyle \sin(\alpha -90)=-\cos(\alpha )}

## مؤلفاته
له كتاب وصف الكون عالج فيه التوقيت وفن صناعة الساعات الشمسية أي المزاول، وصنع أجهزة الرصد وطريقة العمل بها، إلى جانب جداول العرض والطول لمائة وخمسة وثلاثين موضعا جغرافيا.
كما تنسب إليه بحوث في المثلثات، هذا الفرع الرياضي الذي جعل منه علماء المسلمين مجالا علميا متطورا تجتمع فيه المعالجة الرياضية بالبحث الفلكي
جامع المبادئ والغايات في علم الميقات بهذا الكتاب اشتهر المراكشي بين علماء الغرب واعتبروه من أعظم فلكيي العرب والمسلمين.
واعتبره حاجي خليفة الكتاب أعظم ما صنف في هذا الفن، وقال إنه مرتب على أربعة فنون، هي الحساب، ووضع الآلات، والعمل بالآلات، ومطارحات تحصل بها الدراية والقوة على الاستنباط؛ وهو يشتمل على بعض المسائل في الجبر والمقابلة. أما سارطون فيقول عنه إنه من أحسن الكتب وفيه بحوث نفيسة في المثلثات والساعات الشمسية المتنوعة. وقد ترجمه إمانويل سيديو، ونشر ابنه لويس أميلي سيديو هذه الترجمة 1836-1834، كما أن كارادي فو نشر من هذا الكتاب الجزء المتعلق بالأسطرلاب. كما توجد نسخة من الكتاب في دار الكتب الظاهربية برقم 7641 ويحتوي على مقدمة وعشرة فصول.
- الفصل الأول: تعريف معاني يحتاجها المتعلم
- الفصل الثاني: هيئة السماء والأرض
- الفصل الثالث: تعريف الدوائر الفلكية
- الفصل الرابع: في ذكر الأيام والليالي ومبادئها
- الفصل الخامس: في ذكر مبادئ التواريخ وعدد الأيام، سنينها وأسماء شهورها
- الفصل السادس: في معرفة مداخل سني العرب وشهورها
- الفصل السابع: في معرفة مداخل سني الروم وشهورها
- الفصل الثامن: في معرفة الكبايس العربية والرومية
- الفصل التاسع: في استخراج التاريخ الرومي من التاريخ العربي
- الفصل العاشر: في معرفة جيب القوس ووترها وجيب تمامها وسهمها من قبلها ومعرفة القوس من جيبها ومن وترها ومن جيب تمامها ومن سمتها

للمراكشي كتب أخرى في الرياضيات منها:
1. كتاب القطوع المخروطية
2. رسالة تلخيص العمل في رؤية الهلال
3. حليمة الغراري: بُناة الفكر العلمي في الحضارة الإسلامية ملامح من سِيَر علماء مسلمين من عصور مختلفة